# Carles Mira i Franco
Carles Mira i Franco (València, 14 de març de 1947 - ibíd., 12 de gener de 1993) va ser un director de cinema valencià, conegut per ser un dels precursors de la comèdia mediterrània i per emprar l'humor sense tòpics en les seves produccions.

## Biografia
Va començar a estudiar ciències polítiques a Madrid, carrera que va abandonar per marxar a viure Londres durant un temps. A la tornada, va ingressar el 1969 a l'Escola Oficial de Cinematografia, de la qual va ser expulsat poc després per participar en una vaga de protesta contra el director de la institució.
Va començant col·laborant com a assistent del director i actor teatral José Luis Gómez en els muntatges de teatre de El pupilo quiere ser tutor, de Peter Handke, i en l'adaptació televisiva Un Informe para una academia, de Franz Kafka. Més endavant, l'any 1974, seria ell el qui realitzaria aquesta última obra per a TVE. Paral·lelament a aquesta col·laboració, Mira ja s'havia endinsat en la realització dels seus primers curts: els documentals Biotopo (1973) i Michana (1975), juntament amb el semidocumental Viure sense viure (1976), van gaudir d'un cert prestigi i van rebre diversos guardons.
Aquests reconeixements per les seves primeres incursions cinematogràfiques li van facilitar dirigir el seu primer llargmetratge, La portentosa vida del pare Vicent (1978). Aquesta producció va ser definida per ell mateix com «una denúncia de la manipulació de la història». Protagonitzada per Albert Boadella (en el paper de Sant Vicent Ferrer), la pel·lícula va desfermar la ira dels sectors més conservadors de la societat valenciana per com es tractava la vida i els miracles del sant. Això va comportar greus problemes a l'hora d'estrenar el film a territori valencià. Després de la detonació d'una bomba en un local d'Alcoi on es projectava la pel·lícula, aquesta ja no es va presentar en cap altra població del País Valencià.
A partir d'aquesta obra, la seva filmografia es caracteritzà per un tarannà festiu i mediterrani propi d'un cinema popular basat en la comèdia i l'esperpent. En aquest sentit destaquen la pel·lícula col·lectiva d'esquetxos infantils Cuentos para una escapada (1979), de la que Mira va dirigir i escriure el guió de l'últim capítol: Recuerdos al mar, el sainet amb connotacions polítiques —i protagonitzat entre altres per Ovidi Montllor i Joan Monleon— Con el culo al aire (1980) i el film humorístic sobre la monarquia Jalea real (1981).
Posteriorment va rodar Que nos quiten lo bailao (1983) a la localitat de Llutxent —centrada en la història d'un petit poble de l'antic regne de València dels segles XV i XVI en què convivien cristians i musulmans. Anys després dirigiria amb Televisió de Catalunya la coproducció Daniya, el jardí de l'harem (1988) i El rey del mambo (1989), que va escriure al costat de Maruja Torres. La seva col·laboració amb Comediants per a l'espectacle Alè va donar com a resultat el llargmetratge Karnabal (1985), en què Mira va participar en la realització. El seu últim treball va ser la sèrie televisiva Rusafa 56 (1993), produïda per Canal 9.
Carles Mira va morir prematurament a el 12 de gener de 1993 a la clínica Verge del Consol de València a causa d'una pneumonia. Des de feia diversos anys patia una leucèmia crònica que va mantenir en secret fins a la seva mort. Mira va deixar enllestida abans de morir la peça teatral Morocco Bar, que va ser dirigida i interpretada pòstumament per la seva germana, l'actriu Magüi Mira (2003).

## Fons personal
El seu fons personal es conserva a la Filmoteca de Catalunya. Consta de 8 arxivadors amb guions i escrits sobre les seves pel·lícules. N'hi ha que són inèdits, tot i que la majoria correspon als films que va dirigir, i també guions de televisió. També hi ha una carpeta amb les seves memòries i una carpeta amb apunts sobre cinema.

## Filmografia
| Any  | Pel·lícula                         | Rol      | Rol       | Anotacions                                                                                       |
| Any  | Pel·lícula                         | Director | Guionista | Anotacions                                                                                       |
| ---- | ---------------------------------- | -------- | --------- | ------------------------------------------------------------------------------------------------ |
| 1973 | Biotopo                            | Sí       | Sí        | Curtmetratge, premi del Festival d'Osca i del Cercle d'Escriptors Cinematogràfics al millor curt |
| 1974 | Un informe para una academia       | Sí       |           | Curtmetratge, adaptació de l'obra teatral homòloga de Franz Kafka                                |
| 1974 | Michana                            | Sí       | Sí        | Curtmetratge                                                                                     |
| 1976 | Viure sense viure                  | Sí       | Sí        | Curtmetratge, premiat amb l'Espiga d'Or de la Setmana Internacional de Cinema de Valladolid      |
| 1978 | La portentosa vida del pare Vicent | Sí       | Sí        | Llargmetratge                                                                                    |
| 1979 | Cuentos para una escapada          | Sí       | Sí        | Pel·lícula d'esquetxos infantils. Episodi: Recuerdos al mar                                      |
| 1980 | Con el culo al aire                | Sí       | Sí        | Llargmetratge                                                                                    |
| 1981 | Jalea real                         | Sí       | Sí        | Llargmetratge                                                                                    |
| 1983 | Que nos quiten lo bailao           | Sí       | Sí        | Llargmetratge                                                                                    |
| 1985 | Karnabal                           | Sí       |           | Llargmetratge, premi de Cinematografia de la Generalitat de Catalunya de 1986                    |
| 1988 | Daniya, el jardí de l'harem        | Sí       | Sí        | Llargmetratge, premi de Cinematografia de la Generalitat de Catalunya de 1988                    |
| 1989 | El rey del mambo                   | Sí       | Sí        | Llargmetratge                                                                                    |